# لازاروو سلو
لازاروو سلو (به صربی: Lazarevo Selo) یک منطقهٔ مسکونی در صربستان است که در Niška Banja واقع شده‌است.